# Singenit
Singenit je redek kalijev kalcijev sulfatni mineral s formulo K2Ca(SO4)2•H2O. Pojavlja se v monoklinskih prizmatičnih kristalih in inkrustacijah.
Mineral je bil prvič opisan leta 1872 kot kopuča na halitu na nahajališču soli v Ivanovo-Frankovski oblasti v Ukrajini. Ime izhaja iz grškega izraza συγγενής [siggenés] – soroden zaradi njegove kemijske podobnosti s polihalitom.
Pojavlja se v oceanskih evaporitnih skladih, vulkanskih sublimatih, žilah v geotermalnih poljih in podzemnih jamah, kjer je nastal iz guana netopirjev. V solnih depozitih ga spremljata halit in arkanit, v jamskih okoljih pa bifosfamit, aftitalit, monetit, vitlokit, uricit, brušit in sadra.

## Vir
- Paul Ramdohr; Hugo Strunz (1978). Klockmanns Lehrbuch der Mineralogie (16 izd.). Ferdinand Enke Verlag, Stuttgart. ISBN 9783432829869.